# Giải bóng đá bãi biển vô địch quốc gia
Giải bóng đá bãi biển vô địch quốc gia (Tên tiếng Anh: Vietnamese National Beach Soccer League) là giải bóng đá bãi biển diễn ra ở Việt Nam do Liên đoàn bóng đá Việt Nam tổ chức lần đầu tiên vào năm 2009. Đến năm 2022, giải đấu đã trải qua 13 mùa giải và Đơn vị Khánh Hòa là đội bóng có thành tích tốt nhất với 6 lần đăng quang chức vô địch.

## Lịch sử
Giải bóng đá Bãi biển Vô địch Quốc gia là giải đấu chính thức nằm trong hệ thống các giải bóng đá quốc gia nhằm giúp các cầu thủ bóng đá bãi biển có cơ hội thi đấu cọ xát cũng như giúp ĐT bóng đá bãi biển QG có điều kiện để chuẩn bị, xây dựng lực lượng.
Vào năm 2009, VFF đã cho ra đời giải bóng đá bãi biển tại Việt Nam với tên gọi "Giải bóng đá bãi biển toàn quốc 2009" do ông Trương Hải Tùng (Trưởng phòng Tạo nguồn nhân lực-Bóng đá nữ-Futsal-Bóng đá phong trào) khởi xướng. Đây là lần đầu tiên giải được thử nghiệm đưa vào hệ thống thi đấu quốc gia nhằm thúc đẩy phong trào luyện tập và thi đấu môn bóng đá bãi biển trong cả nước, đồng thời qua đó đưa bóng đá bãi biển Việt Nam hội nhập với sự phát triển chung của bộ môn thể thao này tại đấu trường khu vực cũng như châu lục.
Việt Nam có sự ưu đãi về địa lý với bãi biển trải dài từ Bắc đến Nam, cộng thêm những đòi hỏi không quá cao về kinh phí tổ chức cũng như cơ sở vật chất, điều kiện sân bãi nên việc khơi dậy tiềm năng phát triển của môn thể thao hấp dẫn này tại Việt Nam là rất có triển vọng. Ngoài ra, trong năm nay, AFF cũng chính thức đưa bóng đá bãi biển vào hệ thống thi đấu của khu vực, cụ thể sẽ tổ chức theo tour 4 nước Indonesia-Malaysia-Thái Lan-Lào, vì vậy việc cho ra đời giải bóng đá bãi biển là rất phù hợp cho sự chuẩn bị lực lượng của đội tuyển bóng đá bãi biển Việt Nam tham dự giải đấu này. VFF cũng hy vọng đây sẽ là bước tạo đà cho thành công của bóng đá bãi biển Việt Nam tại Đại hội Thể thao bãi biển châu Á lần thứ 2 năm 2011.
Tính đến năm 2022, Giải bóng đá bãi biển vô địch quốc gia đã trãi qua 13 lần tổ chức, đội bóng đá bãi biển của tỉnh Khánh Hoà là đội có thành tích tốt nhất với 6 năm đăng quang ngôi vô địch vào các năm 2009, 2012, 2013, 2014, 2018 và 2019..

## Tiêu chí xếp hạng
Dưới đây là tiêu chí xếp hạng các đội bóng được quy định trong điều lệ của mùa giải 2020.
- Cách tính điểm:

1. Đội thắng trong 3 hiệp chính thức: 3 điểm
2. Đội thắng trong 2 hiệp phụ: 2 điểm
3. Đội thắng luân lưu: 1 điểm
4. Đội thua: 0 điểm

- Tính tổng số điểm của các Đội đạt được để xếp thứ hạng từ thứ Nhất đến thứ Tư.
- Nếu có từ hai Đội trở lên bằng điểm nhau, thứ hạng các Đội sẽ được xác định như sau: trước hết sẽ tính kết quả của các trận đấu giữa các Đội đó với nhau theo thứ tự:

1. Tổng số điểm.
2. Hiệu số của tổng số bàn thắng trừ tổng số bàn thua.
3. Tổng số bàn thắng.

Đội nào có chỉ số cao hơn sẽ xếp trên.
- Trường hợp các chỉ số trên bằng nhau, Ban tổ chức sẽ tiếp tục xét các chỉ số của tất cả các trận đấu trong giải theo thứ tự:

1. Hiệu số của tổng số bàn thắng trừ tổng số bàn thua.
2. Tổng số bàn thắng.

Đội nào có chỉ số cao hơn sẽ xếp trên.
- Nếu các chỉ số vẫn bằng nhau, Ban tổ chức sẽ tổ chức bốc thăm để xác định thứ hạng của các Đội.

## Các trận chung kết
- 2009

| Sanna Khánh Hòa      | 1–0      | Thuận An Huế |
| -------------------- | -------- | ------------ |
| Trần Hữu Phúc (9) 9' | Chi tiết |              |

- 2010

| Thuận An Thừa Thiên Huế                                                | 3–1      | Phú Yên                |
| ---------------------------------------------------------------------- | -------- | ---------------------- |
| Nguyễn Hoài Tâm (11) 5' · Nguyễn Văn Hiền (7) 10' · Trần Thuận (4) 23' | Chi tiết | Đặng Thái Hoàng (2) 1' |

- 2011

| Phú Yên                  | 1–0      | Khánh Hòa |
| ------------------------ | -------- | --------- |
| Nguyễn Quốc Công (8) 15' | Chi tiết |           |

- 2012

| Khánh Hòa | 4–2      | Thuận An Huế |
| --------- | -------- | ------------ |
|           | Chi tiết |              |

- 2014

| Khánh Hòa | 7–4      | Đà Nẵng |
| --------- | -------- | ------- |
|           | Chi tiết |         |

- 2013, 2015, 2016, 2017. (Không tổ chức trận chung kết)
- 2018

| Sanest Khánh Hòa | 5–1      | Vietfootball |
| ---------------- | -------- | ------------ |
|                  | Chi tiết |              |

- 2019

| Khánh Hòa         | 3–3 (1–1, HT) | Đà Nẵng |
| ----------------- | ------------- | ------- |
|                   | Chi tiết      |         |
| Loạt sút luân lưu |               |         |
|                   | 3 – 2         |         |

- 2020

| Khánh Hòa                                       | 2–3      | Đà Nẵng                                                    |
| ----------------------------------------------- | -------- | ---------------------------------------------------------- |
| - Nguyễn Anh Nhân 29' - Phùng Ngọc Vĩnh Quý 36' | Chi tiết | - Mai Văn Mãnh 4' - Nguyễn Văn Hoan 20' - Hồ Quốc Hưng 29' |

- 2021 (Bị hoãn do dịch Covid-19), 2022 (Không tổ chức trận chung kết).

## Thành tích các đội qua các mùa giải
| Mùa giải | Địa điểm                                       | Đội vô địch              | Đội hạng nhì             | Đội hạng ba                       |
| -------- | ---------------------------------------------- | ------------------------ | ------------------------ | --------------------------------- |
| 2009     | Bãi biển Nha Trang Khánh Hòa                   | Sanna Khánh Hòa          | Thuận An Huế             | Bình Định và Đại Phúc Đà Nẵng     |
| 2010     | Bãi biển Thuận An Huế                          | Thận An Thừa Thiên Huế   | Phú Yên                  | Đà Nẵng và Sanna Khánh Hòa        |
| 2011     | Bãi biển Tuy Hòa Phú Yên                       | Phú Yên                  | Khánh Hòa                | H&H Phú Yên và Bà Rịa Vũng Tàu    |
| 2012     | Bãi biển Nha Trang Khánh Hòa                   | Khánh Hòa                | Thuận An Huế             | Quang Huy Mobile và VCB Quảng Nam |
| 2013     | Bãi biển Hạ Thanh - Tam Kỳ Quảng Nam.          | Tân Hoàng Long Khánh Hòa | Kim Toàn Đà Nẵng         | Vietcombank Quảng Nam             |
| 2014     | Bãi biển Nha Trang Khánh Hòa                   | Khánh Hòa                | Đà Nẵng                  | Thừa Thiên Huế                    |
| 2015     | Bãi biển Công viên Biển Đông Thành phố Đà Nẵng | Thuận An Huế             | Khánh Hòa                | Hino Đà Nẵng                      |
| 2016     | Bãi biển Công viên Biển Đông Thành phố Đà Nẵng | Đà Nẵng                  | Sanest Tourist Khánh Hòa | Trường An Thừa Thiên - Huế        |
| 2017     | Bãi biển Nha Trang Khánh Hòa                   | Đà Nẵng                  | Sanest Tourist Khánh Hòa | CR Clubs Cam Ranh                 |
| 2018     | Bãi biển Nha Trang Khánh Hòa                   | Sanest Khánh Hòa         | Vietfootball             | Đà Nẵng                           |
| 2019     | Bãi biển Nha Trang Khánh Hòa                   | Khánh Hòa                | Đà Nẵng                  | Gia Việt Quảng Ninh               |
| 2020     | Bãi biển Nha Trang Khánh Hòa                   | Đà Nẵng                  | Khánh Hòa                | Gia Việt                          |
| 2022     | Bãi biển Sầm Sơn Thanh Hoá                     | Đà Nẵng                  | Khánh Hòa                | PTSC Thanh Hoá                    |

## Tổng số lần vô địch
| Số lần vô địch | Câu lạc bộ     |
| -------------- | -------------- |
| 6              | Khánh Hòa      |
| 3              | Đà Nẵng        |
| 2              | Thừa Thiên Huế |
| 1              | Phú Yên        |

## Danh hiệu cá nhân
| Mùa giải | Cầu thủ xuất sắc                               | Thủ môn xuất sắc                                   | Vua phá lưới |
| -------- | ---------------------------------------------- | -------------------------------------------------- | --- |
| 2009     | Trần Hữu Phúc (số 9- Sanna Khánh Hòa)          | Trang Quốc Hoàng (số 1 – Sanna Khánh Hòa)          | Hồ Đức Tô (số 5 – Bình Định, 12 bàn thắng) |
| 2010     | Nguyễn Đình Việt (số 4 – Đà Nẵng)              | Nguyễn Minh Hoàng (số 1 – Thuận An Thừa Thiên Huế) | Nguyễn Văn Hiền (Thuận An Thừa Thiên Huế, 8 bàn thắng) Nguyễn Trọng Bình (Phú Yên, 8 bàn thắng) Trần Đình Minh Hoàng (Sanna Khánh Hòa, 8 bàn thắng) |
| 2011     | Nguyễn Ngọc Bình (số 10 – Phú Yên)             | Đỗ Trung Thành (số 12 – Khánh Hòa)                 | Trần Hữu Phúc (số 9 – Khánh Hòa, 13 bàn thắng) |
| 2012     | Nguyễn Văn Hiền (số 7 – Thuận An Huế)          | Trang Quốc Hoàng (số 1 – Khánh Hòa)                | Dương Chí Hùng (số 10 – Pymepharco Phú Yên, 8 bàn thắng)                                                                                            |
| 2013     | Nguyễn Bá Hùng (1 - Tam Kỳ Quảng Nam)          | Lê Kim Tuấn (4 - Tân Hoàng Long Khánh Hòa)         | Nguyễn Văn Thuận (9 - Thuận An Phú Vang Huế - 9 bàn) Từ Văn Ty (4 - Vietcombank Quảng Nam - 9 bàn)                                                  |
| 2014     | n/a                                            | n/a                                                | n/a |
| 2015     | Trần Vĩnh Phong (11 - Thuận An Thừa Thiên Huế) | Trần Công Thành (1 - Hino Đà Nẵng)                 | Trần Hữu Phúc (10 - Khánh Hòa) - 10 bàn |
| 2016     | Hồ Ngọc Lĩnh (số 9 Đà Nẵng)                    | Trần Công Thành (số 1 Sanest Tourist Khánh Hòa)    | Hồ Ngọc Lĩnh (Số 9 Đà Nẵng, 7 bàn) |
| 2017     | Hồ Ngọc Lĩnh (Đà Nẵng)                         | Nguyễn Hữu An (Đà Nẵng)                            | Trần Vĩnh Phong (Khánh Hòa) |
| 2018     | Trần Vĩnh Phong ( Sanest Khánh Hòa)            | Nguyễn Anh Quang (Sanest Khánh Hòa)                | Trần Vĩnh Phong (Sanest Khánh Hòa) Nguyễn Hữu Trọng (Gia Hồ Cam Lâm)- 9 bàn                                                                         |
| 2019     | Trần Ngọc Bảo (Đà Nẵng)                        | Trần Công Thành (Gia Việt Quảng Ninh)              | Trần Ngọc Bảo (Đà Nẵng)- 6 bàn |
| 2020     | Hồ Quốc Hưng (Đà Nẵng)                         | Nguyễn Hữu Ân (Đà Nẵng)                            | Phùng Ngọc Vĩnh Quý (Khánh Hòa, 5 bàn) |
| 2021     | Không tổ chức                                  | Không tổ chức                                      | Không tổ chức |
| 2022     | Trần Ngọc Bảo (Đà Nẵng)                        | Nguyễn Hữu Ân (Đà Nẵng)                            | Trần Ngọc Bảo (Đà Nẵng, 11 bàn thắng) |